# ラーマーティボーディー2世
ラーマーティボーディー2世（1472年 - 1529年）は現在のタイにあったアユタヤ王朝の王の一人。トライローカナート王の息子である。トライローカナート王のアユタヤー・ラーンナー戦争（1456年 - 1474年）でのチエンマイ北伐に加わり、『リリット・ユワンパーイ』を作詩したと言われる。この王の治世の時に、ポルトガル人が当時タイ領土であったマラッカを占領し、ポルトガルの主権をラーマーティボディー2世に認めさせた。これを機にポルトガル人がタイに来るようになった。

## 関連記事
- タイ君主一覧